# Villavaser
Villavaser (asturisch Viḷḷabaser) ist eine Parroquia und ein Ort in der Gemeinde Allande der Autonomen Gemeinschaft Asturien im Norden Spaniens.
Die 79 Einwohner (2011) leben auf einer Fläche von 2,42 km² in vier Dörfern. Pola de Allande, der Verwaltungssitz der Gemeinde liegt 5,2 Kilometer entfernt und ist über die „AS-14“ zu erreichen.

## Sehenswürdigkeiten
- Pfarrkirche

## Dörfer und Weiler
| Name       | asturisch  | Einwohner | Lage                    |
| ---------- | ---------- | --------- | ----------------------- |
| Figueras   |            | 25        | 43.253936 -6.57763 646  |
| Piniella   |            | 12        |                         |
| Riovena    |            | 9         | 43.247472 -6.580625 511 |
| Villavaser | Viḷḷabaser | 33        | 43.241602 -6.573735 568 |